# Crinipus marisa
Crinipus marisa là một loài bướm đêm thuộc họ Sesiidae. Nó được tìm thấy ở Malawi và Nam Phi.